# Meister der Revaler Passion
Meister der Revaler Passion ist der Notname für einen ausgangs des 15. Jahrhunderts und zu Beginn des 16. Jahrhunderts in Lübeck tätigen niederdeutschen Maler.
Der Meister erhielt seinen Notnamen nach dem Passionszyklus auf den Außenseiten des 1483 von Bernt Notke an den Dom zu Tallinn (deutsch Reval) gelieferten Altars, weshalb der Meister der Revaler Passion als einer der Gehilfen in der großen Werkstatt Notkes angesehen wird. Diese Einschätzung wurde anhand der Malweise schon relativ früh von dem schwedischen Kunsthistoriker Johnny Roosval sowie Carl Georg Heise und Walter Paatz getroffen. Weitere Details der Malereien an diesem Altar sind aber auch zwischen den drei vorgenannten dann wieder streitig. Auch große Teile des Elisabeth-Zyklus dieses Altars wurden ihm von Roosval zugeordnet, Heise und Paatz sahen hier einvernehmlich einen weiteren Gesellen Notkes am Werk, den Meister der Elisabethlegende des Revaler Altars.

## Zuschreibungen als Werk
- Außenseiten der Altarflügel in Skellefteå
- Gregorsmesse und Gnadenstuhl am Hochaltar im Dom zu Århus
- Gregorsmesse und Gnadenstuhl am Altar in Boglösa in Uppland
- Bilder der Fragmente der ehemaligen Altarflügel von Thurø, Statens Museum for Kunst in Kopenhagen
- äußere Flügelgemälde (Anna selbdritt und Gregorsmesse) des Sippenaltars aus Schlutup von um 1490 sowie die Tafelmalereien der Altarflügel des Altars mit Motiven des Krispin von 1480 bis 1485, beide heute im St.-Annen-Kloster Lübeck
- Malereien am Altar von Tensta in Uppland.[1]

## Belege
1. ↑  Die letztgenannten Arbeiten ordnete Johnny Roosval dem Notke Gehilfen Heinrich Wylsynck zu.

| Personendaten    | Personendaten               |
| ---------------- | --------------------------- |
| NAME             | Meister der Revaler Passion |
| KURZBESCHREIBUNG | niederdeutscher Maler       |
| GEBURTSDATUM     | 15. Jahrhundert             |
| STERBEDATUM      | 16. Jahrhundert             |